# Баффало (озеро, Альберта)
Баффало (англ. Buffalo Lake) — озеро в провинции Альберта в Канаде. Расположено в центральной части провинции, в 40 км к северо-востоку от города Ред-Дир. Одно из средних по величине озёр Канады — общая площадь равна 93,5 км². Озеро мелководное — средняя глубина составляет всего 2,8 метра.
Озеро состоит из четырёх водоёмов. Бухта Мэйн-Бэй находится в восточном конце озера, она самая большая и самая глубокая (максимальная глубина до 6,5 метра), большая часть зон отдыха находится именно здесь. Бухта Секондэри-Бэй, к западу от Мэйн-Бэй, в три раза её меньше и гораздо мельче (максимальная глубина всего 2,5 метра), в 30-е годы XX столетия, когда уровень озера достиг своего минимума, по дну бухты ездили фургоны. Нарроуз — это протока между Секондэри-Бэй и Парлби-Бэй, которая является популярным местом рыбной ловли. Парлби-Бэй — самая маленькая бухта к западу от пролива Нарроуз, она же является и самой мелкой (максимальная глубина всего-навсего 1,1 метра) и самой заросшей водными растениями частью озера, что сделало её прекрасной средой обитания для водоплавающих птиц.
Питание озера от речки Парлби-Крик, впадающей в Парлби-Бэй с запада, от небольших ручьёв, а также от подземных вод. Стока из озера не было с 1929 года. Вода в озере слабосолёная. Озеро Баффало принадлежит к бассейну реки Ред-Дир.
Развито спортивное рыболовство на северную щуку. С целью увеличения рыбных запасов в период нереста с конца марта до конца мая рыбная ловля запрещена.
Озеро названо Буйволиным (Баффало, Буффало — буйвол, бык) из-за сходства изображения озера на карте с изображением буйвола в профиль.
Впервые появилось на карте Дэвида Томпсона 1814 года.